# F. S. de Lacerda
F. S. de Lacerda (1920) es un botánico brasileño.
Se ha especializado en el reino Protista de las algas.

## Algunas publicaciones
- 1946. Oedogoniaceae de Portugal. Reimpreso, Acta Biol. Ser. B 2 (1/2): 1-142

- La abreviatura «F.S.de Lacerda» se emplea para indicar a F. S. de Lacerda como autoridad en la descripción y clasificación científica de los vegetales.[1]